# Michael Rothberg

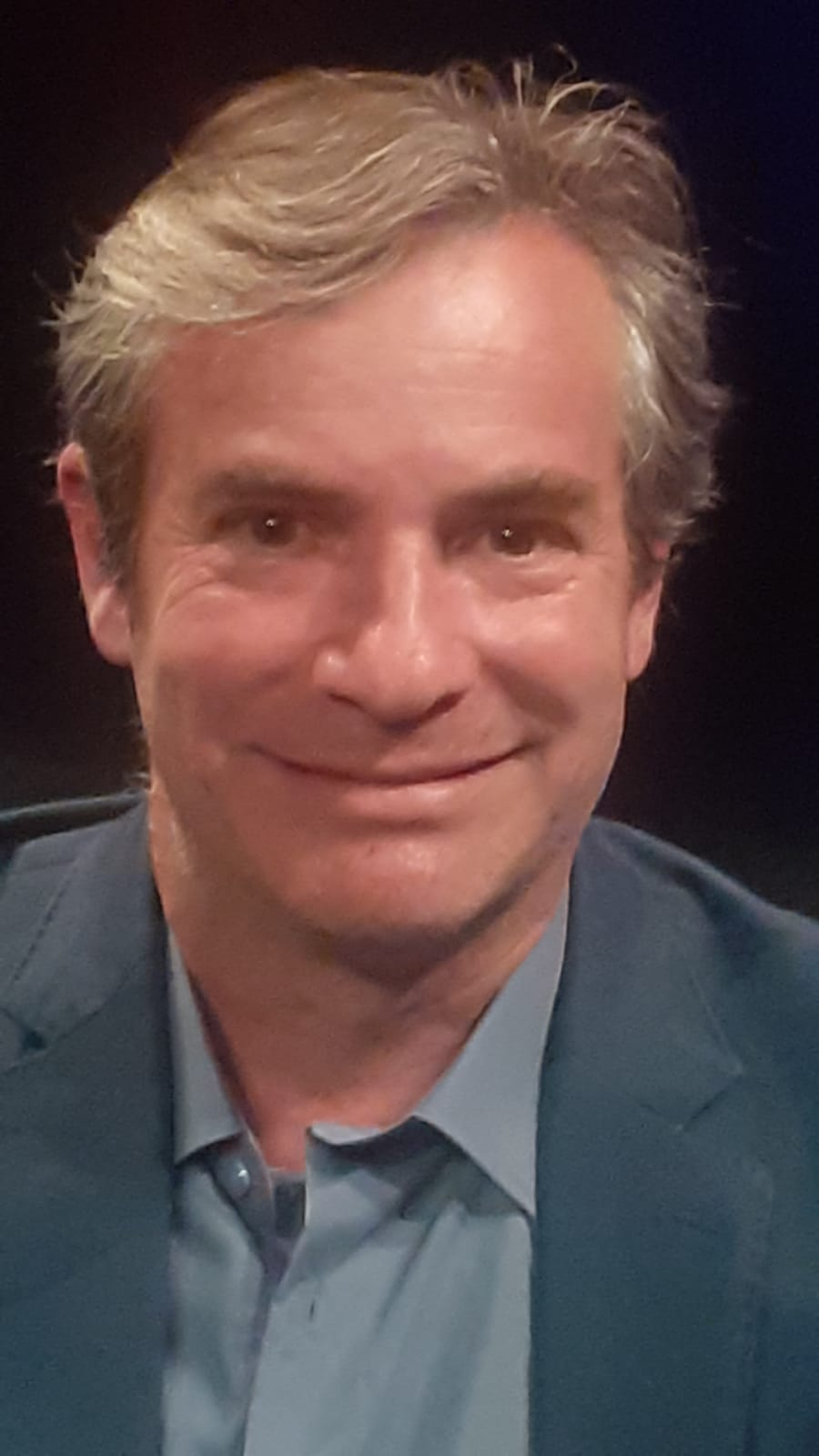
Michael Rothberg (2024)

Michael Rothberg (geboren 30. Juni 1966 in New Haven (Connecticut)) ist ein US-amerikanischer Anglist und Literaturwissenschaftler und Inhaber des Samuel-Goetz-Lehrstuhls für Holocaust-Studien in Los Angeles.

## Leben
Michael Rothberg studierte Englisch und Linguistik am Swarthmore College (B.A., 1988). Er studierte weiter bei Fredric Jameson an der Duke University und wurde 1995 mit der Dissertation Documenting barbarism: memory, culture, and modernity after the "Final solution" in Komparatistik bei Nancy K. Miller an der City University of New York (CUNY) promoviert.
Rothberg wurde Assistenzprofessor im Fachbereich Englisch der University of Miami und veröffentlichte im Jahr 2000 die Studie Traumatic Realism. Ab 2003 arbeitete er als Literaturwissenschaftler an der University of Illinois at Urbana-Champaign. 2009 richtete er dort die Forschungsstelle für „Holocaust, Genocide, and Memory Studies“ ein und wurde zum Professor ernannt. 2013 wurde er Institutsleiter für Englisch. 2016 wechselte er als Professor für Holocaust-Studien an die University of California, Los Angeles (UCLA).
2021 wurde Rothberg zum Auswärtigen Mitglied der Academia Europaea gewählt. Im August 2023 war Rothberg einer der Unterzeichner der Petition „The Elephant in the Room“, die Israels Besetzung der Palästinensergebiete als ein Apartheid-Regime verurteilte.
2024/2025 ist er Fellow am Wissenschaftskolleg zu Berlin.

## Multidirektionale Erinnerung
2009 veröffentlichte Rothberg ein Buch zur „multidirektionalen Erinnerung“, das 2021 auch in deutscher Übersetzung erschien. Darin geht er davon aus, dass einzelne Opfergruppen oft um das Gedenken an ihre Toten wetteiferten, das als Nullsummenspiel angesehen werde: Die Erinnerung an den Holocaust an den europäischen Juden etwa stelle die an die Sklaverei in den Vereinigten Staaten in den Schatten, da es in den USA zwar das United States Holocaust Memorial Museum in Washington, D.C. gebe, aber keine vergleichbare Institution, die an die Verbrechen an Afroamerikanern erinnere. Die Erinnerung an den einen Holocaust leugne somit den anderen und umgekehrt. Um diese Opferrivalität zu überwinden, plädiert Rothberg für eine multidirektionale, also in viele Richtungen weisende und nicht-kompetitive Erinnerung an alle Opfer verschiedener Massenmorde.
Das Buch löste international lebhafte Debatten aus. Die französische Soziologin Nicole Lapierre etwa lobte es als „so rigorose wie kühne Forschungsarbeit“, die helfe, aus der gefährlichen Alternative zwischen einer Bekräftigung der Singularität des Holocaust und seiner verallgemeinerten Banalisierung herauszukommen. Rothberg zeige, dass der Austausch zwischen den Gedenkkulturen durchaus nicht die Bedeutungen der jeweiligen Besonderheiten reduziere, sondern sie im Gegenteil bereichere und dynamisiere. Die deutsche Kulturwissenschaftlerin Aleida Assmann schwärmte regelrecht von dem Buch, das ihr „die Augen geöffnet“ habe, weil es von einer Denkweise befreie, „wo eine Erinnerung gegen die andere antritt“. Der ehemalige Leiter des Fritz Bauer Instituts Micha Brumlik nannte das Buch 2020 „bahnbrechend“, weil es einen Ausweg aufzeige aus der „Unmöglichkeit, die Singularität des Holocaust zu anderen Menschheitsverbrechen ins Verhältnis zu setzen“, wie sie in der Debatte um Achille Mbembe behauptet worden sei. Rothbergs Ansatz könne eine fruchtbare Perspektive in Geschichtsschreibung und Gesellschaftsanalyse werden. Dazu sei es aber unerlässlich, Unterschiede und Ähnlichkeiten des Holocaust mit anderen Menschheitsverbrechen zu benennen.
Der deutsche Historiker Andreas Wirsching warnte dagegen davor, dass Rothbergs postkoloniales Vergleichen gegen seine Absicht dazu missbraucht werden könne, die NS-Verbrechen „in ein universalistisches Entlastungsnarrativ einzuordnen“. Dadurch würde er von der deutschen Geschichte entkoppelt, ganz als ob er auch anderswo und zu anderen Zeiten hätte passieren können. Nationalapologeten könnten Rothbergs Ansatz benutzen, den Holocaust gegen Verbrechen aufzurechnen, die andere Nationen in der Vergangenheit begingen. Der deutschen Historiker Jan Gerber stimmt Rothberg zwar darin zu, dass Leid nicht hierarchisiert werden sollte. Die von diesem beklagte Opferkonkurrenz gehe aber nicht auf die tatsächlich geringe Beachtung der Kolonialverbrechen zurück, sondern auf die entsetzliche Dimension des Holocaust selbst, der eben sowohl quantitativ als auch in seiner Überschreitung jeder instrumentellen Vernunft singulär sei. Dies bestreite Rothberg in seinem nur scheinbar universalistischen, in Wahrheit antihistorischen Gestus und wische empirische Tatsachen einfach beiseite. Obendrein spreche er sich dafür aus, das Tabu des Holocaustvergleichs zu lockern. Damit liefere er „Stichworte für eine neue Form der Holocaustrelativierung“. Meron Mendel, der Direktor der Bildungsstätte Anne Frank, kritisiert, das Buch bringe wenig Neues: Dass Gedenk- und Erinnerungspraktiken plural sind, sei bekannt, Rothbergs Begriffsprägung der multidirektionalen Erinnerung sei gelungen. Der Vergleich (nicht: die Gleichsetzung) des Holocaust mit anderen Massenverbrechen sei aber längst geübte Praxis. Dass Rothberg glaube, hier Neuland zu betreten, zeige seine Selbstüberschätzung, ebenso wie sein Anspruch, die Singularitätsthese zu widerlegen: Dies wäre nur möglich, wenn man die Verbrechen selbst in den Blick nähme, nicht aber, wie Rothberg es tue, durch Analyse ihrer Rezeption.
Die Historikerin Katharina Stengel nimmt eine mittlere Position ein. Sie nennt Rothbergs Buch „so interessant wie ärgerlich“ und sieht es als gute Vorlage für weitere Diskussionen an.

## Schriften (Auswahl)
- Traumatic realism: the demands of Holocaust representation. University of Minnesota Press, 2000
- Neil Levi, Michael Rothberg (Hrsg.): The Holocaust: Theoretical Readings. 2003
- Multidirectional memory: remembering the Holocaust in the age of decolonization. Stanford University Press, 2009
  - Multidirektionale Erinnerung: Holocaustgedenken im Zeitalter der Dekolonisierung. Übersetzung Max Henninger. Berlin: Metropol, 2021
- Progress, Progression, Procession: William Kentridge and the Narratology of Transitional Justice, 2013
- The implicated subject: beyond victims and perpetrators. Stanford, California: Stanford University Press, 2019
- Vergleiche vergleichen: Vom Historikerstreit zur Causa Mbembe. Übersetzt. In: Geschichte der Gegenwart, 23. September 2020
- Yasemin Yildiz, Michael Rothberg: Memory Citizenship: Migrant Archives of Holocaust Remembrance. Fordham University Press (angekündigt)